# Carl Erik Gadelius

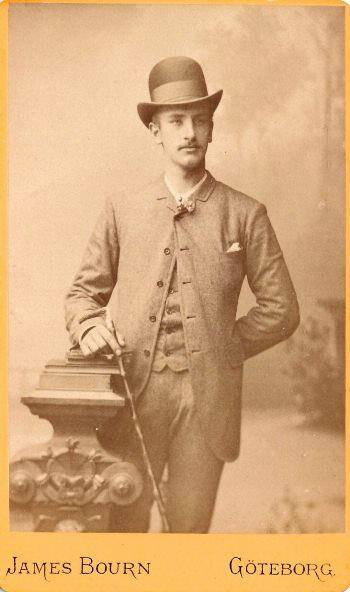
Carl Erik Gadelius.

Carl Erik Gadelius, född 15 mars 1866 i Göteborg, död 28 mars 1928 i Göteborg, var en svensk affärsman som var verksam i Singapore i början av 1900-talet. Han var son till kaptenlöjtnant Johan Edvard Gadelius (född 1822), och Helena (Hilma) Sofia Andersson (född 1839).
Gadelius växte upp i Göteborg och reste 1886, tillsammans med sin mer kände äldre bror Knut, till Sumatra i dåvarande Nederländska Ostindien. Knut öppnade 1904 ett handelskontor i Singapore, som förmedlade exportvaror mellan Norden och Sydostasien. Gadelius & Co blev världens första utlandsagentur för T-Ford men handlade också med bland annat Lux-lampor, järnvaror, tandborstar och japanskt siden. Senare expanderade verksamheten också framgångsrikt i Japan med kontor i Yokohama och Osaka. Gadelius arbetade tillsammans med sin bror, och försökte sig också på att handla med malajiska antikviteter. 1908 köpte han en hel utställning med malajiska redskap som han misslyckades med att sälja till USA, och på Etnografiska museet i Stockholm finns sedan 1903 drygt 250 föremål som kommit in genom Gadelius förmedling.